# Cá hổ Indo
Cá hổ Indo (tên khoa học Datnioides microlepis, tên tiếng Anhː Indonesian tiger datnoid, Indo datmoid, Indonesian tigerfish hoặc finescale tigerfish) là một loài cá sinh sống ở Indonesia (đảo Sumatra và Kalimantan) và Malaysia bán đảo. Chúng có các sọc màu đen và vàng chạy dọc theo cơ thể và nằm xen kẽ nhau, đồng thời vây lưng của chúng có chứa nhiều gai nhọn. Cá hổ Indo có thể dài tới 45 cm. Loài cá này thường được nhìn thấy trong buôn bán cá cảnh và thường được nhìn thấy khi còn nhỏ, dài khoảng 8–10 cm. Loài cá này sống ở nước ngọt hay nước lợ. Cá hổ indo là loài săn mồi chúng sẽ ăn thịt những con cá nhỏ hơn mà chúng bắt gặp. Trong môi trường nuôi nhốt chúng có thể ăn được cả các loại thực phẩm đông lạnh.

## Phân loại
Các ghi chép trước đây từ sông Chao Phraya và sông Mekong đã nhầm lẫn cá hổ Thái Datnioides pulcher thành cá hổ Indo Datnioides microlepis do hình thái rất giống nhau. Năm 1994, Kottelat nghiên cứu dựa trên hàng loạt dữ liệu thu thập được các cá thể Datnioides microlepis ở sông Chao Phraya, sông Mekong và đến năm 1998, những cá thể Datnioides microlepis phân bố ở sông Chao Phraya và sông Mekong được đổi tên thành Datnioides pulcher và được công nhận là một loài mới.